# Blanzac-Porcheresse
Pour les articles homonymes, voir Blanzac et Porcheresse.
Blanzac-Porcheresse est une ancienne commune du sud-ouest de la France, située dans le département de la Charente (région Nouvelle-Aquitaine).
Depuis le 1er janvier 2017, Blanzac-Porcheresse est une commune déléguée au sein de la commune nouvelle de Coteaux-du-Blanzacais avec Cressac-Saint-Genis. Le chef-lieu de la commune nouvelle est fixé sur l'ancienne commune.
Ses habitants sont appelés les Blanzacais et Blanzacaises.

## Géographie

### Localisation et accès

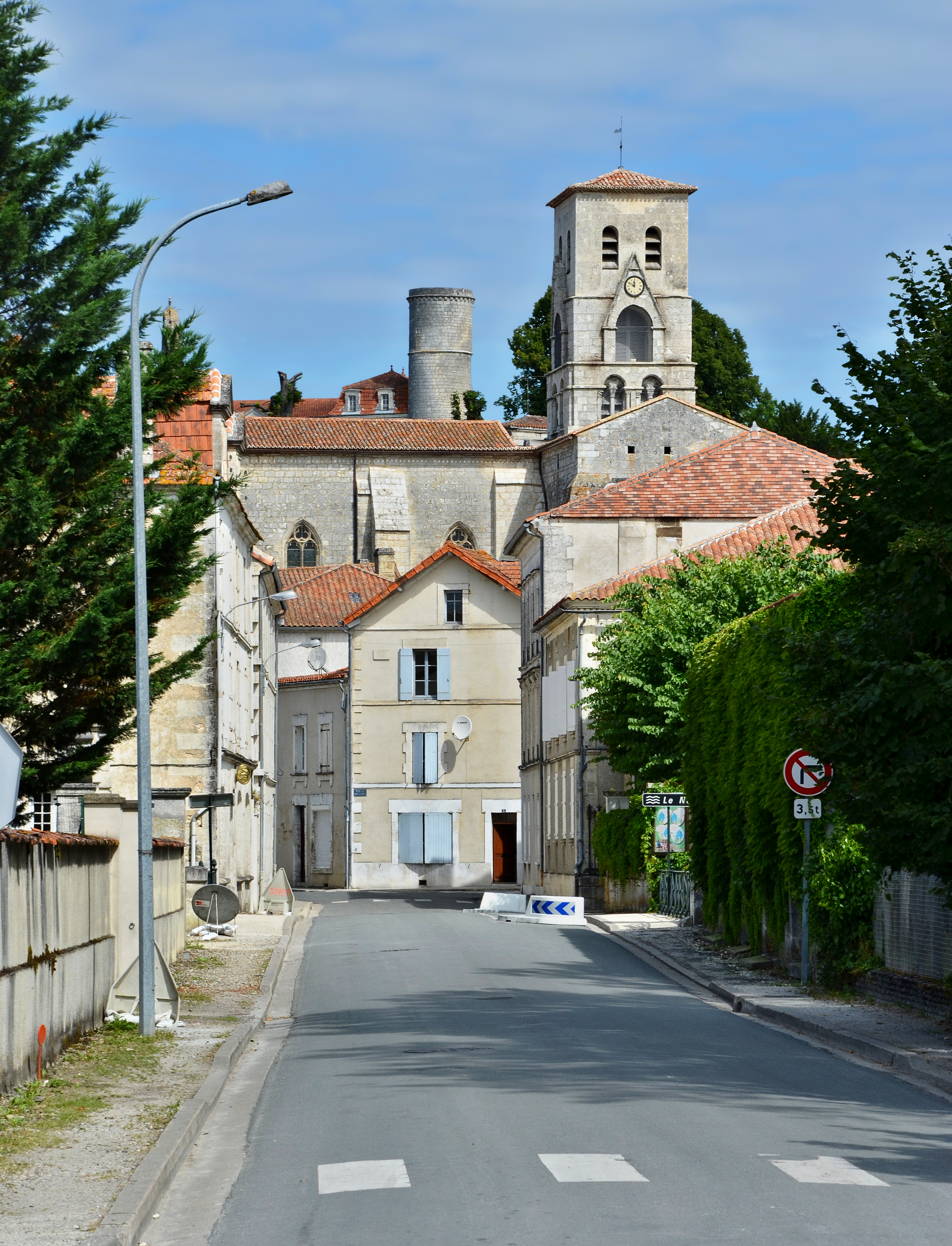
L'entrée dans le bourg par la D 10.

Blanzac est un chef-lieu de canton situé dans le Sud Charente, à 22 km au sud-ouest d'Angoulême.
Située à 14 km à l'est de Barbezieux et 11 km au nord-ouest de Montmoreau, à mi-chemin la N.10 d'Angoulême à Bordeaux et la D.674 d'Angoulême à Libourne, Blanzac est néanmoins situé à un important carrefour de routes départementales : la D 5 d'est en ouest va de Barbezieux à Villebois-Lavalette, la D 7 va de Claix au nord en direction d'Angoulême, à Brossac et Chalais au sud, la D 10 va au nord-ouest vers Châteauneuf et Jarnac et au sud-est vers Montmoreau et Aubeterre.
Blanzac est aussi situé à 37 km de Cognac, 15 km de Châteauneuf, 19 km de Villebois, 17 km de Brossac, 12 km de Mouthiers.
La gare la plus proche est celle de Montmoreau, desservie par des TER à destination d'Angoulême et de Bordeaux.

### Hameaux et lieux-dits
La commune est en fait formée de deux communes récemment associées, Blanzac, situé au nord-est sur la rive droite du Né, et Porcheresse situé au sud-ouest sur la rive gauche.
L'important bourg de Blanzac est situé au sud de sa commune. Celle-ci compte quelques hameaux, comme chez Gaillet et chez Perruchon au nord-ouest, et Puygrelier et le Got-Mémain à l'est. 
Au sud-ouest se trouve la commune de Porcheresse, dont le bourg minuscule se réduisant à l'église est situé à l'extrême sud, ainsi que sa mairie solitaire sur la route de Cressac.
Les fermes sont nombreuses aussi bien à Blanzac qu'à Porcheresse.

### Communes limitrophes
| Péreuil (Val des Vignes) | Champagne-Vigny                             | Bécheresse                          |
| Saint-Aulais-la-Chapelle | Blanzac-Porcheresse                         | Pérignac                            |
| Bessac                   | Cressac-Saint-Genis (Coteaux-du-Blanzacais) | Saint-Léger (Coteaux-du-Blanzacais) |

Les deux communes associées de Blanzac et de Porcheresse ne se touchent qu'en un quadripoint, au niveau du pont de la route de Brossac (D.7) sur le Né, qui sépare aussi les communes de Saint-Léger au sud-est et Val des Vignes au nord-ouest.

### Géologie et relief
La commune est située dans les coteaux calcaires du Bassin aquitain datant du Crétacé supérieur, comme toute la moitié sud du département de la Charente.
On trouve le Campanien, calcaire crayeux, sur toute la surface communale. Les hauteurs au nord (chez Perruchon…) sont occupées par des formations de recouvrement et colluvions issues de la roche en place et datant du Quaternaire (Pléistocène). Le fond de la vallée du Né est occupé par des alluvions récentes,,.
La commune est située sur le versant nord de la vallée du Né et son relief, incliné vers le sud, est assez vallonné. Son point culminant est à une altitude de 160 m, situé près de la limite nord et de la D 7. Le point le plus bas est à 62 m, situé le long du Né à la limite sud-ouest. Le bourg qui occupe le site d'un ancien éperon fortifié s'étage entre 70 et 100 m d'altitude.

### Hydrographie
Blanzac est arrosé par le Né, affluent de la Charente en aval de Cognac, qui prend sa source non loin à l'est dans la commune de Voulgézac, et qui passe en bordure sud de la commune. Il reçoit à l'est (au moulin de Lussaud) un petit affluent qui prend sa source au nord-est à la Font Ladre.

### Climat
Le climat est océanique aquitain et semblable à celui de la ville de Cognac où est située la station météorologique départementale.

## Toponymie
Les formes anciennes sont Blanzacum en 1319, Blanziaco en 1400, Blanzaco en 1110, Blanziaci et Blandiacensi en 1160.
L'origine du nom de Blanzac remonterait à un personnage gallo-romain Blandius auquel est apposé le suffixe -acum, ce qui correspondrait à Blandiacum, « domaine de Blandius »,.

## Histoire
Blanzac figure dans les textes au XIe siècle.
Il est difficile d'établir, même de façon approximative, l'époque de la fondation de Blanzac. Il est probable que les premières maisons se sont construites autour de l'abbaye fondée par les moines bénédictins. Une bulle du pape Alexandre III, datée de 1170, considère cette abbaye comme « l'une des plus anciennes qui avaient été fondées dans les vastes déserts de la Gaule par les vénérables solitaires bénédictins. »
Mais la bulle du pape ajoute que les moines se sont établis en premier lieu à Puypéroux, avant de se retirer à Blanzac.
Au Moyen Âge, principalement aux XIIe et XIIIe siècles, Blanzac se trouvait sur une variante nord-sud de la via Turonensis, itinéraire du pèlerinage de Saint-Jacques-de-Compostelle qui passait en Charente par Nanteuil-en-Vallée, Saint-Amant-de-Boixe, Angoulême, Mouthiers, et bifurquait à Blanzac vers Pons, Blaye ou Aubeterre pour se diriger vers Sainte-Foy-la-Grande.
Vers le XIIe siècle, Blanzac devient une baronnie, qui sera une des plus belles possessions des comtes de La Rochefoucauld.
Ces derniers construisent le château et entourent la ville d'une enceinte fortifiée. La ville s'agrandit et prend une grande importance ; six foires annuelles créées par les seigneurs accroissent la prospérité des habitants.
L'Angoumois comme toute l'Aquitaine était alors sous influence anglaise.
À leur retour de la croisade, le roi de France, Philippe Auguste, et le roi d'Angleterre et duc d'Aquitaine, Richard Cœur de Lion, se brouillent. Le roi d'Angleterre, en traversant l'Allemagne, est retenu prisonnier, et Philippe-Auguste en profite pour encourager les seigneurs d'Aquitaine à se soulever contre leur suzerain. Ce dernier, ayant recouvré sa liberté, accourt en Angoumois, s'empare de la ville d'Angoulême, et vient mettre le siège devant Blanzac, qui fait cause commune avec les révoltés. Il s'empare de la ville après trois assauts et une vigoureuse résistance. La ville est pillée et incendiée, ses murailles détruites et son château démantelé.
Les seigneurs de La Rochefoucauld réparèrent le château et relevèrent les murailles. Ce n'est qu'après la guerre de Cent Ans que Blanzac retrouve son ancienne prospérité.
Sous le règne du roi Henri II, en 1548 éclata dans la région la jacquerie des Pitauds, et les habitants prirent fait et cause pour les révoltés, avec le curé de Cressac à leur tête. Le connétable de Montmorency mata la révolte et laissa à Blanzac une garnison de lansquenets qui se livrèrent à des excès et ruinèrent à nouveau la ville.
Vers la fin du XVIe siècle, épuisée par ces évènements, Blanzac ne semble pas avoir été impliquée dans les guerres de Religion qui sévirent ailleurs en Guyenne et en France. C'est à cette époque que la baronnie passe aux mains de la famille de Roye de Roussi, branche de celle de La Rochefoucauld. En 1712, François de Roye vendit la baronnie, ainsi que celle de Marthon, à Étienne Chérade, lieutenant-général d'Angoumois et comte de Montbron, qui la vendit en 1721 à Louis Le Musnier, seigneur de Raix, Lartige, la Rochechandry et Rouffignac.
En 1881, les importantes ruines du château furent abattues, à part une tour qui domine la ville, pour faire place à une école.

## Administration
La commune de Blanzac-Porcheresse était le chef-lieu de l'ancien canton de Blanzac-Porcheresse.

### Liste des maires
| Période                                  | Période       | Identité             | Étiquette      | Qualité |
| ---------------------------------------- | ------------- | -------------------- | -------------- | --- |
| maire en 1945                            | ?             | M. Léonard           | PCF            | |
| Les données manquantes sont à compléter. |               |                      |                | |
| 1979                                     | 2008          | Philippe Arnaud      | UDF puis MoDem | Chef d'exploitation agricole Sénateur (1996-2008) Conseiller général du canton de Blanzac-Porcheresse (1982-2001) |
| 2008                                     | décembre 2016 | Jean-Philippe Sallée | SE             | Professeur des écoles                                                                                             |

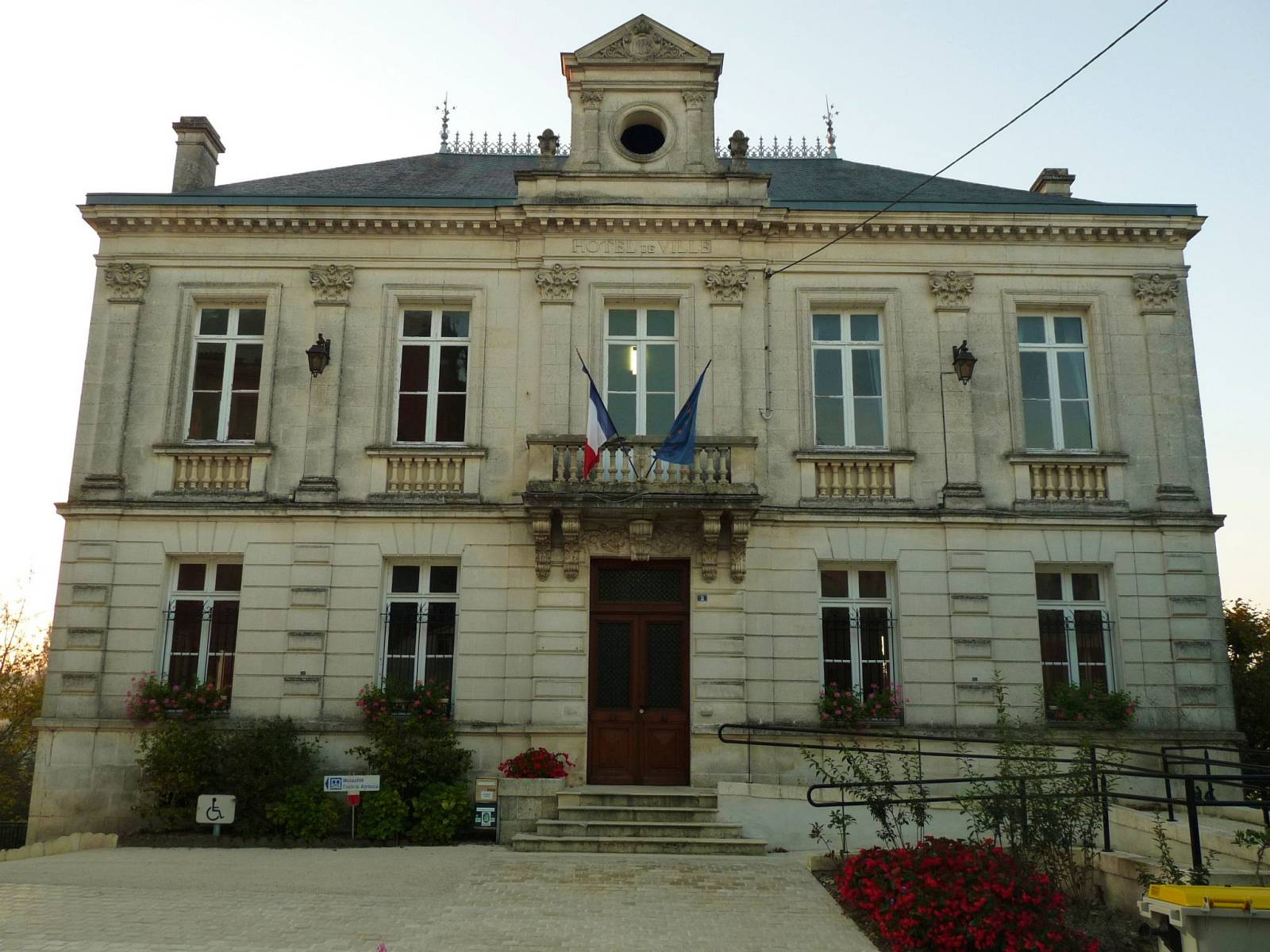
La mairie à Blanzac.
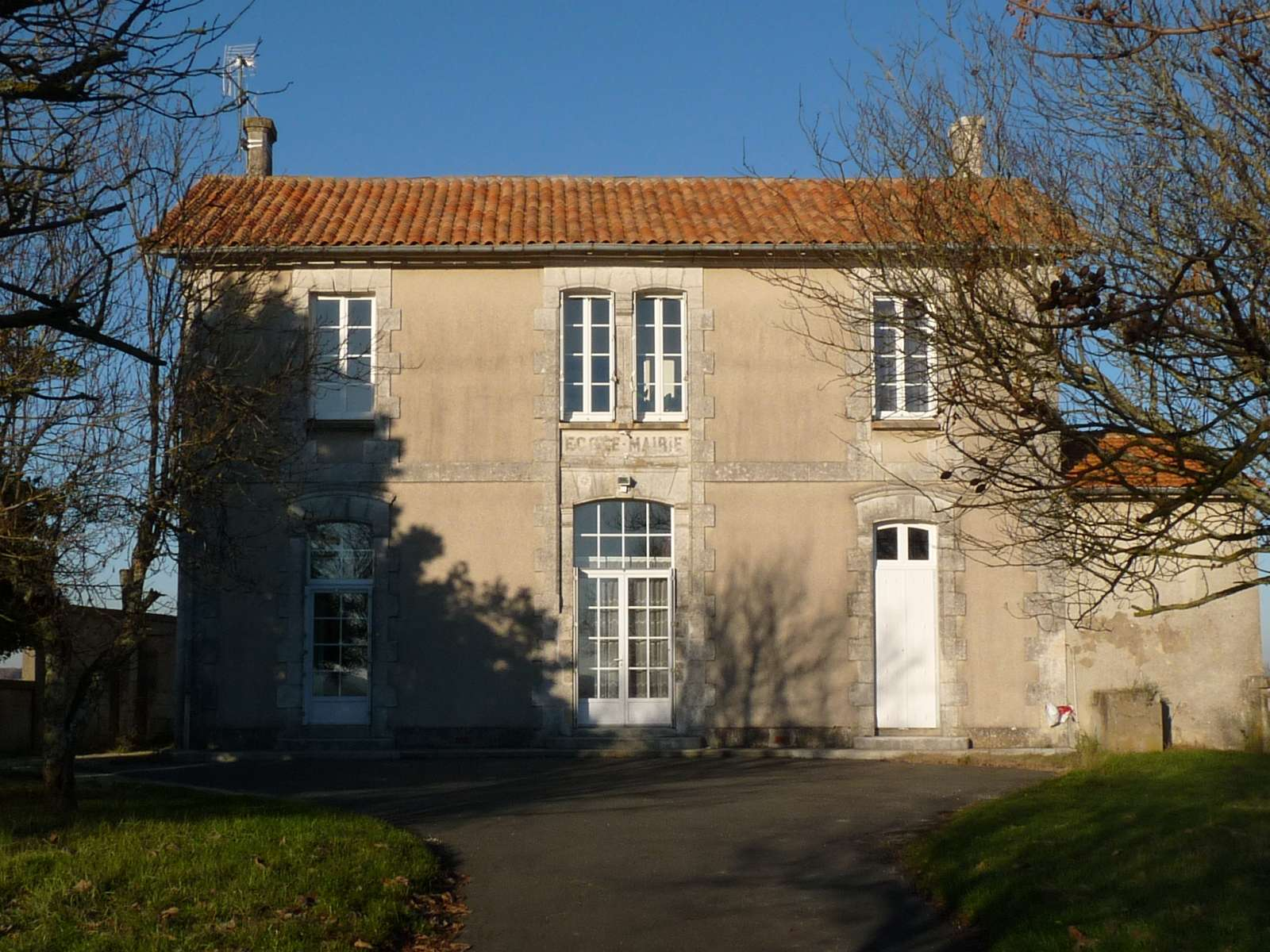
La mairie annexe de Porcheresse.

## Population et société

### Démographie
L'évolution du nombre d'habitants est connue à travers les recensements de la population effectués dans la commune depuis 1793. À partir du 1er janvier 2009, les populations légales des communes sont publiées annuellement dans le cadre d'un recensement qui repose désormais sur une collecte d'information annuelle, concernant successivement tous les territoires communaux au cours d'une période de cinq ans. 
Pour les communes de moins de 10 000 habitants, une enquête de recensement portant sur toute la population est réalisée tous les cinq ans, les populations légales des années intermédiaires étant quant à elles estimées par interpolation ou extrapolation. Pour la commune, le premier recensement exhaustif entrant dans le cadre du nouveau dispositif a été réalisé en 2004,.
En 2014, la commune comptait 774 habitants, en évolution de −8,08 % par rapport à 2009 (Charente : +0,65 %, France hors Mayotte : +2,49 %).
| 1793 | 1800 | 1806 | 1821 | 1831 | 1841 | 1846 | 1851 | 1856 |
| ---- | ---- | ---- | ---- | ---- | ---- | ---- | ---- | ---- |
| 649  | 546  | 627  | 607  | 643  | 682  | 719  | 817  | 842  |

| 1861 | 1866 | 1872 | 1876 | 1881 | 1886 | 1891 | 1896 | 1901 |
| ---- | ---- | ---- | ---- | ---- | ---- | ---- | ---- | ---- |
| 893  | 918  | 830  | 893  | 773  | 873  | 871  | 950  | 900  |

| 1906 | 1911 | 1921 | 1926 | 1931 | 1936 | 1946 | 1954 | 1962 |
| ---- | ---- | ---- | ---- | ---- | ---- | ---- | ---- | ---- |
| 976  | 910  | 738  | 752  | 763  | 728  | 751  | 739  | 817  |

| 1968 | 1975  | 1982 | 1990 | 1999 | 2004 | 2009 | 2014 | - |
| ---- | ----- | ---- | ---- | ---- | ---- | ---- | ---- | - |
| 852  | 1 004 | 874  | 819  | 839  | 836  | 842  | 774  | - |

### Pyramide des âges
| Hommes | Classe d’âge | Femmes |
| ------ | ------------ | ------ |
| 0,2    | 90 ans ou +  | 0,5    |
| 9,6    | 75 à 89 ans  | 15,7   |
| 14,2   | 60 à 74 ans  | 14,3   |
| 21,8   | 45 à 59 ans  | 20,7   |
| 18,4   | 30 à 44 ans  | 16,8   |
| 17,4   | 15 à 29 ans  | 17,1   |
| 18,4   | 0 à 14 ans   | 15,0   |

| Hommes | Classe d’âge | Femmes |
| ------ | ------------ | ------ |
| 0,5    | 90 ans ou +  | 1,6    |
| 8,2    | 75 à 89 ans  | 11,8   |
| 15,2   | 60 à 74 ans  | 15,8   |
| 22,3   | 45 à 59 ans  | 21,5   |
| 20,0   | 30 à 44 ans  | 19,2   |
| 16,7   | 15 à 29 ans  | 14,7   |
| 17,1   | 0 à 14 ans   | 15,4   |

Remarques
La commune de Blanzac absorbe Porcheresse en 1972.
Au recensement de 2007, Porcheresse comptait 213 habitants.

### Enseignement
Le collège d'enseignement général Alfred-de-Vigny regroupe 200 à 260 
élèves de la 6e à la 3e répartis dans 11 classes,.
Blanzac possède aussi une école élémentaire et une école maternelle.

### Marchés et foires
Marché chaque dimanche matin.

## Économie

### Agriculture
La viticulture occupe une partie de l'activité agricole. La commune est située dans les Fins Bois, dans la zone d'appellation d'origine contrôlée du cognac.

### Commerces
Dans le commerce alimentaire, on peut noter la présence des enseignes Carrefour Contact et SPAR.
En 2013-2015, les commerces bénéficient de la présence des ouvriers du chantier de la LGV Sud Europe Atlantique[réf. nécessaire].

## Lieux et monuments

### Patrimoine religieux

#### Église Saint-Arthémy de Blanzac

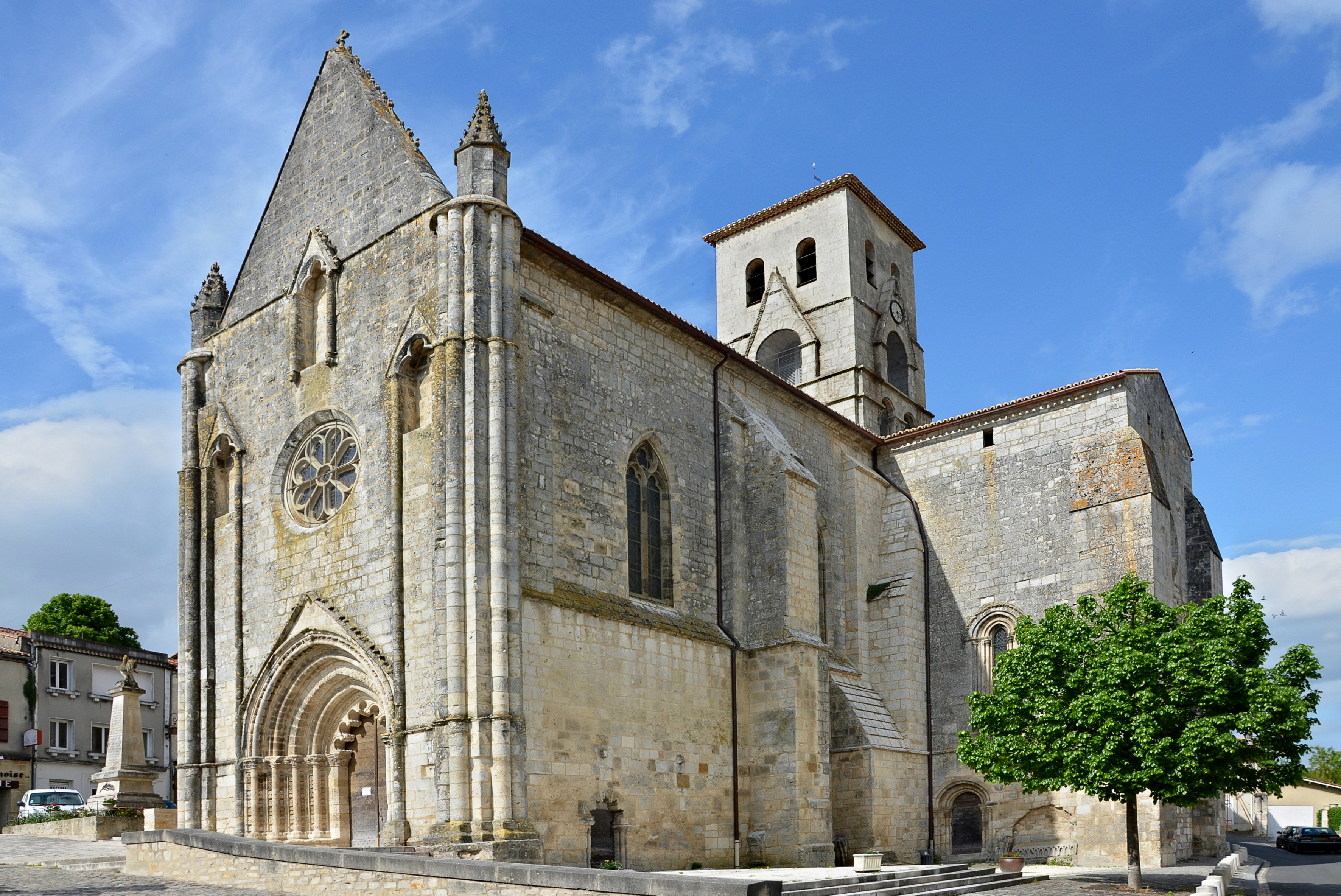
L'église Saint-Arthémy.

L'église paroissiale Saint-Arthémy (ou Saint-Barthélémy), ancienne collégiale, est classée monument historique depuis 1890.

#### Ancienne église Saint-Nicolas
L'ancienne église Saint-Nicolas est située près de la porte Sainière, au 10 de la rue Saint-Nicolas. Sa stature indique une origine romane. Elle a été paroissiale à l'origine, titre passé à Saint-Arthémy vers 1520. Elle a probablement été aliénée et vendue à la Révolution.

#### Ancienne église Saint-André
Datant du XIe siècle, l'abbaye de Baignes y avait été installé un prieuré. Elle a été en partie ruinée par les protestants en 1572, et son logis prieural fut détruit. En 1673 l'église a été annexée à Saint-Arthémy, puis désaffectée en 1792. Elle fut vendue le 25 messidor an IV comme bien national, elle sert aujourd'hui de maison d'habitation. Située à l'angle de la route de Villebois et la rue Saint-André, seuls deux contreforts et une petite fenêtre en sont les témoins,.

#### Église Saint-Cybard de Porcheresse

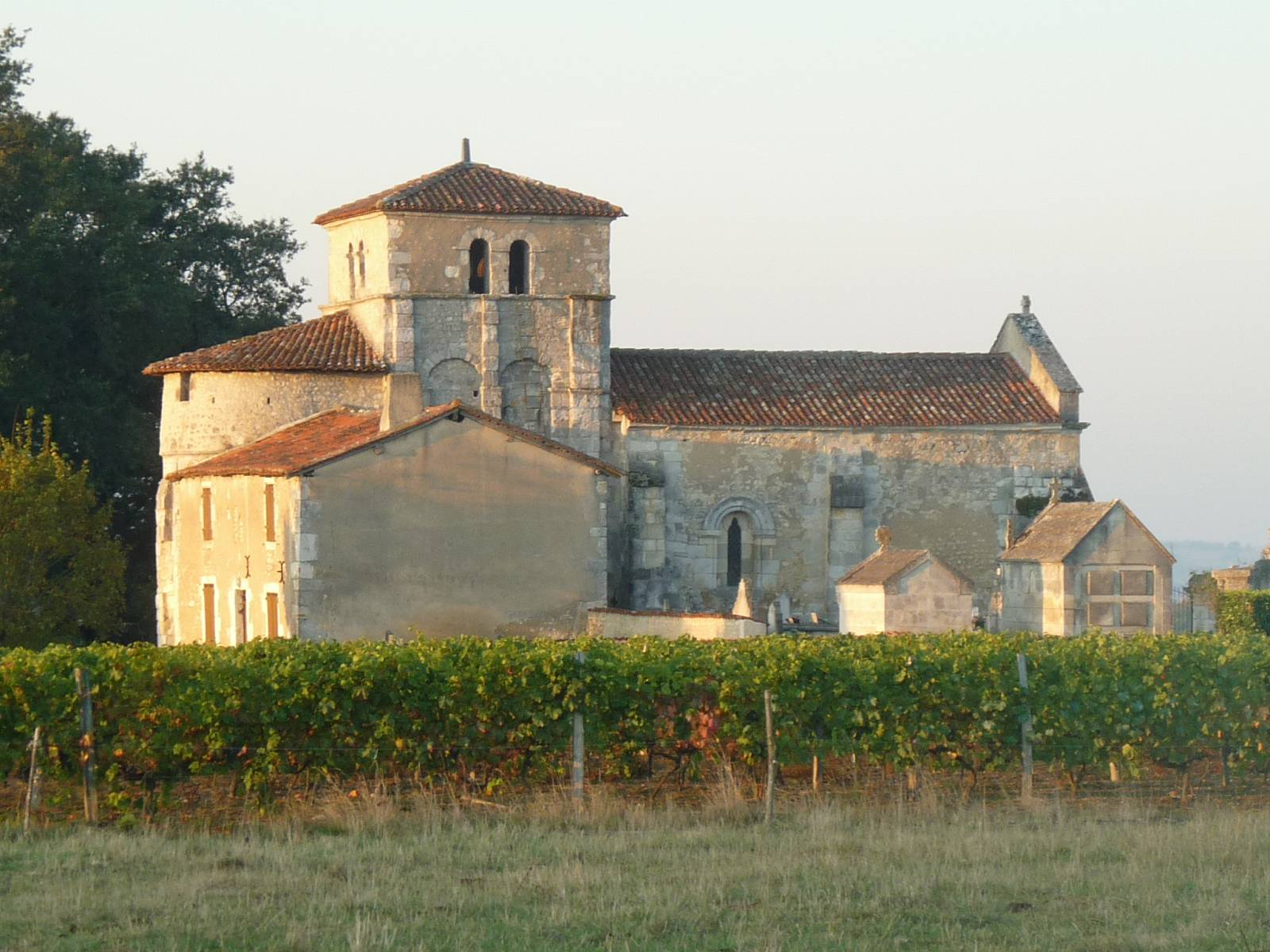
L'église de Porcheresse.

L'église Saint-Cybard, de Porcheresse, se dresse, solitaire, au sommet d'une colline, d'où l'on domine Cressac-Saint-Genis. Elle est classée monument historique depuis 1913.

### Patrimoine civil

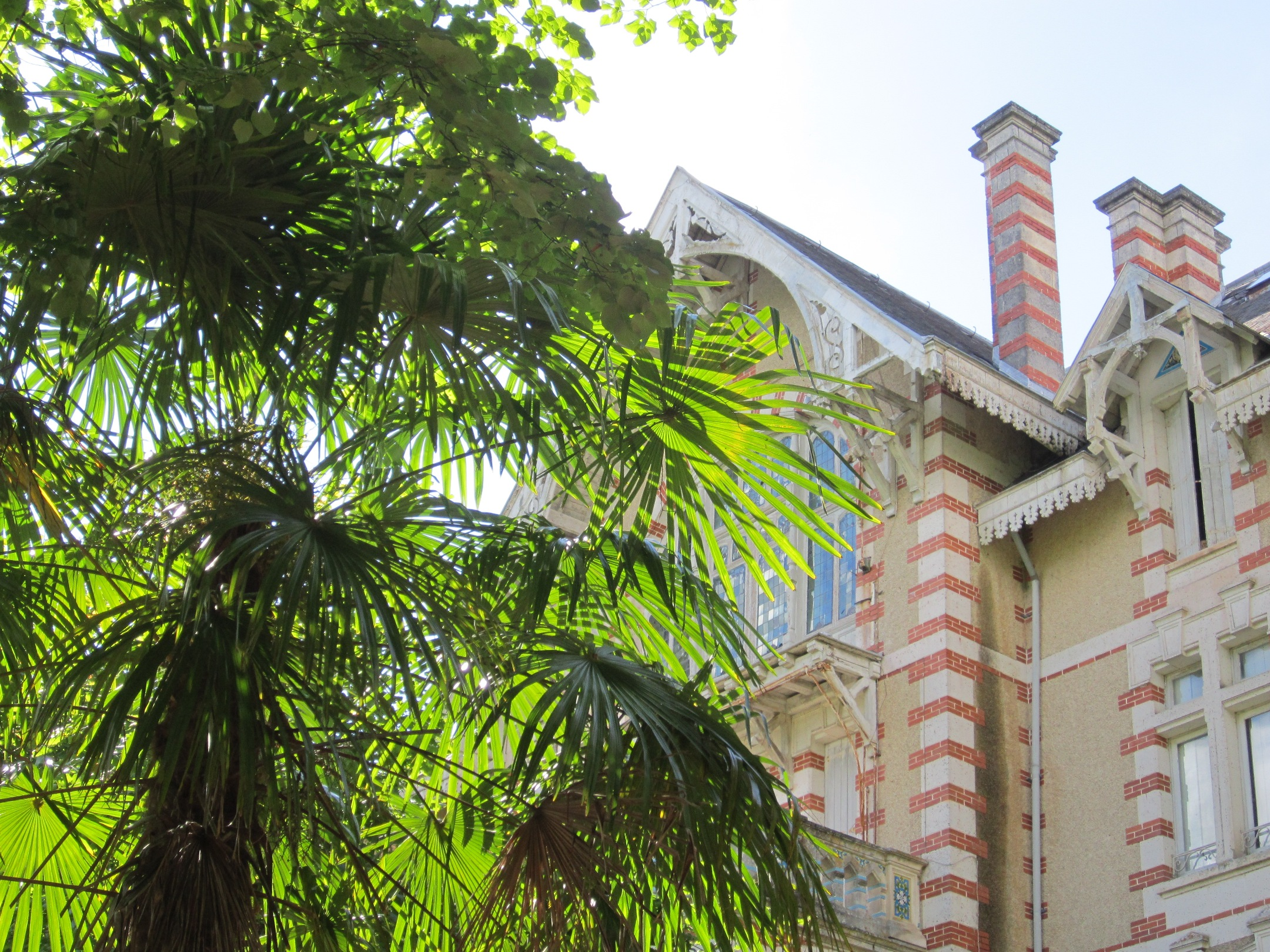
Le château Saint-André.

#### Tour du château de Blanzac
Haute tour défensive, du XIIIe siècle, seul vestige de l'ancien château fort, situé à l'emplacement du collège actuel.

#### Château Saint-André
Surplombant la route de Villebois, ce manoir fut construit à la fin du XIXe siècle par Édouard Warin (1837-1911), architecte de la ville d'Angoulême, pour Pierre Adolphe Cagnion, riche négociant en cognac et conseiller général de la Charente en 1893.

### Personnalités liées à la commune
- Henri Bordier (1863-1942), professeur de médecine et pionnier de l'électricité médicale, né à Blanzac[30].
- Philippe Arnaud (1949-2018), maire de Blanzac, sénateur de la Charente.

### Héraldique
| Blason | Blasonnement : D'azur à trois meuniers d'argent posés deux et un. |